# Jungiella longicornis
Jungiella longicornis är en tvåvingeart som först beskrevs av Tonnoir 1919.  Jungiella longicornis ingår i släktet Jungiella och familjen fjärilsmyggor. Arten är reproducerande i Sverige. Inga underarter finns listade i Catalogue of Life.